# صناعة الحلي في عمان
الحلي في عمان؛ تعد من أكثر الصناعات العمانية التقليدية شهرة وإتقان حيث عرف العمانيون هذه الصناعات منذ القديم وهي ترتبط ارتباطا وثيقا بالمناسبات الإجتماعية كالأعراس والأعياد حيث تأتي كإحدى أساسيات زينة المرأة في الزواج والمناسبات.

## أهمية الحلي للمرأة العمانية
تشكل الحلي جزءا مهما من الزي العماني التقليدي حيث تستخدم الحلي الفضية كزينة لتعبر عن الثروة والمكانة الاجتماعية لمرتديها، كما تمتلك المرأة الحلي كأحد أشكال المهر أو هدايا المناسبات. ويتم صنع الحلي التقليدية بشكل يدوي بحرفية ومهارة باستخدام عملات معدنية قديمة في صنع الحلي الفضية. وعُرف العمانيون بمهارتهم الفنية والحرفية في صناعة المجوهرات الفضية التقليدية. وتجمع المجوهرات بالإضافة إلى الفضة كلا من النحاس والأحجار الكريمة والذهب أحيانا، لتخرج لنا تصميمات فريدة وجميلة تتميز بالنقوش البارزة والصياغة الدقيقة التي اشتهرت بها سلطنة عُمان على مر العصور.
كانت المرأة العمانية منذ القدم تلبي رغبتها في الزينة والأناقة عبر ارتداء المجوهرات الكبيرة والثقيلة التي تتزين بها، من القلائد إلى الأساور والخواتم والعقام. وتتنوع هذه المجوهرات من الرأس إلى الأصابع، حيث تجد إبرة الشكام التي تستخدم لتثبيت الثياب والأغطية، والبلاغة التي تلبس في الأنف، والتركية التي تعلق في الأذن، والثقالة التي تثبت أغطية الرأس. وفي اليد، توجد تصاميم رائعة مثل البنجري والخواتم كخاتم أبو ست المربع وخاتم الزغر، التي تضيف لمسة جمالية وتقليدية لإطلالة المرأة العمانية.

## من أشهر أنواع الحلي العمانية
- الثقالة وهي حلية فضية مثلثة الشكل تتدلى منها سلاسل متوازية تنتهي بأشكال كرويّة، ويبلغ طولها 9 سم، وتطلى بالذهب وتُزيّن بخرزات زجاجيّة، وتلبس الفتيات ستة أزواج منها، بينما تلبس النساء ثمانية أزواج.
- الحنشية فتُسمى في البادية الشك، وهي قلادة تقليدية. تتكوّن من حلقات يتشابك بعضها بعضا، وتتوسطها أشكال مختلفة في قلب الحلية، ولذلك تسمى القلب. وغالبا تصاغ من الذهب، وقد يُضاف إليها بعض السلاسل المتدلية من الحلقات، وتصنع وتلبس في أنحاء مختلفة من سلطنة عُمان، وتلبسها النساء حول رقابهن للزينة.
- الرهينة والتي تجمع على رهاين، فهي أيضا قلادة نسائية تقليدية، تلبس على الصدر، وتتكوّن من قطع نقدية معدنية منظومة في خيط قوي، وتسمى القطع النقدية المستعملة في الرهينة حروف (جمع حرف)، وتكون مزخرفة ومتصلة بالخيط بحلقات منقوشة متصلة بكل حرف، وتفصل بين كل حرفين خرزتان من المرجان تتوسطهما خرزة ذهبية أو فضية تسمى خيشة، وتتوسط الرهينة قطعة دائرية مسننة تسمى عقوبي. تُصنع الرهينة من الذهب أو الفضة، وتلبس في الأعراس والمناسبات.[3]
- إبرة الشكام تستعملها المرأة العمانية لتثبيت الثياب أو إحكام أغطية الأطفال، وتصنع من الذهب أو الفضة، وتسمى أيضًا: الشكمة والشوكة، وهي حلية تقليدية تتخذ أحيانًا شكل صفيحة دائرية أو هلالية أو شكل معيّن أو نجمة أو ماسة، وقد تتدلى منها سلاسل تنتهي برقاقات صغيرة أو أجراس تسمى الجنجروة والشلاشل والجلاجل. وتُصنع إبرة الشكام في كل أنحاء عُمان.
- التركية وجمعها تراكي، وهي حلية أذن فضية أو ذهبية تقليدية. تتكون من جزأين؛ العلوي منهما شبه مثلث، وبه عروة تعلق في الحلقة، أما الثاني فيشبه صندوق مستطيل مجوف، وتوجد به خمس حلقات صغيرة، في كل حلقة سلسلتان مجدولتان، وفي نهاية كل سلسلة كرتان متدليتان. تصنع التركية وتلبس غالبا في محافظة ظفار.
- الثقالة وهي حلية فضية مثلثة الشكل تتدلى منها سلاسل متوازية تنتهي بأشكال كرويّة، ويبلغ طولها 9 سم، وتطلى بالذهب وتُزيّن بخرزات زجاجيّة، وتلبس الفتيات ستة أزواج منها، بينما تلبس النساء ثمانية أزواج.
- الدارة تأتي مطعمة بالذهب أو الفضة والأحجار الكريمة، وهي حلية نسائيّة تتكوّن من قطع منفصلة مزخرفة، وتلبسها الفتيات غير المتزوجات في ظفار للزينة. وعادة تكثر صناعتها في ظفار، وتلبس على الجانب الخلفي من الرأس وتحملها سلاسل تمتد إلى الأمام. وتثبت على الرأس فوق الشعر مباشرة بمادةٍ صمغيّة، بحيث تُصَف أجزاؤها بطريقة منظمة في الشعر، ثمّ تغيّرت طريقة لبسها فأصبحت تُصَف على قطعة قماش لتثبت ثم تربطها الفتاة على رأسها. وبعد أن كثر استعمال الذهب في عُمان اتخذت شكل صفيحة ذهبية دائرية بها نقوش، وتتدلى منها السبايب؛ وهي سلسلة مكونة من صف مستطيلات متتالية من القطع الذهبيّة أو الفضيّة الممتدة إلى الخلف وتنتهي بقطع أكبر حجمًا تتدلى منها سلاسل صغيرة ذات أجراس.
- العقام، ويتكوّن من قطعتين مثلثتي الشكل تتصلان ببعضهما بشريط من السلاسل أو الخيوط الصوفية، وتلبسه النساء للزينة ولتثبيت غطاء رأسهن. وغالبا ما تكون قطعتا العقام المثلثتان مزخرفتين، ويوجد في أعلى كل منهما رأس معقوف يُشبه الخطاف يتم شبكه في خمار المرأة «الوقاية» أو في القطعة القماشية التي تلبس أسفل الوقاية، أو في الجزء المخصص للرأس في ثوب القبعَة الذي يُلبس في محافظتي: شمال الشرقية وجنوب الشرقية. يُلبس العقام تحت الذقن؛ إذ يمد من يمين الرأس إلى يساره أو العكس بحيث تُثبت الرؤوس المثلثة بمحاذاة الأذنين. يُصنع العقام من الفضة أو الذهب، بقص المعدن وطرقه وتشكيله، ويُصنع في محافظات: الداخلية والباطنة وشمال الشرقية وجنوب الشرقية وظفار.

## انظر
- سلطنة عمان
- بيت الزبير
- الموسوعة العمانية
- المتحف الوطني (سلطنة عمان)

## الوصلات الخارجية
- المعالم التراثية والتاريخية :: الصناعات و الحرفية التقليدية
- الفنون الشعبية تقليد متوارث في سلطنة عمان